# Bajkał (obwód irkucki)
Bajkał (ros. Байкал) – miejscowość w obwodzie irkuckim Rosji, nad brzegiem  jeziora Bajkał, w pobliżu miejsca, gdzie rzeka Angara bierze swój początek z Bajkału. Liczy 504 mieszkańców (2002).
Jest głównym portem handlowym południowego Bajkału oraz końcową stacją zabytkowej linii kolejowej Bajkał – Sludianka, będącej jedną z głównych atrakcji turystycznych rejonu irkuckiego. 
Ma połączenie promowe z miejscowością turystyczną Listwianka na drugim brzegu Angary.